# Butler County (Ohio)
 For alternative betydninger, se Butler County. (Se også artikler, som begynder med Butler County)
Butler County er et county i den amerikanske delstat Ohio. Amtet ligger i den sydvestlige del af delstaten, og det grænser op imod Preble County i nord, Montgomery County i nordøst, Warren County i øst og mod Hamilton County i syd. Amtet grænser også op til delstaten Indiana i vest.
Butler Countys totale areal er 1.218 km², hvoraf 8 km² er vand. I 2000 havde amtet 368.130 indbyggere.
Amtets administration ligger i byen Hamilton.
Amtet blev grundlagt i 1803 og har fået sit navn efter general Richard Butler, som deltog i den amerikanske uafhængighedskrig.

## Demografi
Ifølge folketællingen fra 2000 boede der 332,807 personer i amtet. Der var 123.082 husstande med 87.880 familier. Befolkningstætheden var 215 personer pr. km². Befolkningens etniske sammensætning var som følger: 91,20 % hvide, 5,27 % afroamerikanere, 0,21 % indianere, 1,55 % asiater, 0,03 % fra Stillehavsøerne, 0.62 % af anden oprindelse og 1.13 % fra to eller flere grupper.
Der var 123.082 husstande, hvoraf 35.50 % havde børn under 18 år boende. 57,00 % var ægtepar, som boede sammen, 10,70 % havde en enlig kvindelig forsøger som beboer, og 28,60 % var ikke-familier. 22,70 % af alle husstande bestod af enlige, og i 7,60 % af tilfældene boede der en person som var 65 år eller ældre.
Gennemsnitsindkomsten for en hustand var $47.885 årligt, mens gennemsnitsindkomsten for en familie var på $57.513 årligt.

## Berømte Indbyggere
- Walter Alston, Manager for Brooklyn/Los Angeles Dodgers
- John Boehner, Congressman, Speaker of the House (January 2011-Present), House Minority Leader (Januar 2007-Januar 2011), fmr. House Majority Leader (Februar 2006 til Januar 2007)
- Mary Bowermaster, masters athletics rekord indehavere
- James E. Campbell, guvernør i Ohio
- Cris Carter, football-spiller
- Frank Clair, football-spiller
- Ray Combs, tv-personlighed
- Greg Dulli, musiker
- Weeb Ewbank, football træner
- Andrew L. Harris, guvernør af Ohio
- William Dean Howells, forfatter
- Howard Jones, football træner
- Kenesaw Mountain Landis, Federal judge and baseball commissioner
- Mark Lewis, baseball spiller
- Jerry Lucas, basketball-spiller
- McGuire Sisters, musikgruppe
- Ezra Meeker, Oregon Trail preservationist
- Joe Nuxhall, baseball-spiller (yngste i MLB histori) og radio announcer, both for the Cincinnati Reds
- Darrell Pace, olympisk-deltager – bueskytte
- Clarence Page, columnist
- Nan Phelps, kunstner
- Charles Francis Richter, videnskabsmand som definerede Richterskalaen.
- Charlie Root, baseball-spiller
- Brady Seals, musiker
- Kent Tekulve, baseball-spiller
- Roger Troutman, musiker
- C. William Verity, politiker og forretningsmand
- Scott Walker, musiker

## Eksterne Henvisninger
- Wikimedia Commons har flere filer relateret til Butler County (Ohio)
- Official web site of Butler County

39°24′N 84°34′V / 39.400°N 84.567°V